# Capa d'abstracció física
La capa d'abstracció física (PAL) és un sistema d'abstracció d'API de simulació física multiplataforma de codi obert. És similar a un embolcall de motor físic, però és molt més flexible que proporciona capacitats ampliades. PAL és programari lliure, publicat sota la llicència BSD.
PAL és una interfície d'alt nivell per a motors físics de baix nivell utilitzats en jocs, sistemes de simulació i altres aplicacions 3D. Admet diverses metodologies de simulació dinàmica, com ara el cos rígid, els líquids, el cos tou, el ninot de drap i la dinàmica del vehicle. PAL inclou una API C++ senzilla i objectes intuïtius (per exemple, sòlids, juntes, actuadors, sensors i materials). També inclou COLLADA, Scythe Physics Editor i emmagatzematge de fitxers basat en XML.
La capa d'abstracció de la física ofereix una sèrie d'avantatges sobre l'ús directe d'un motor de física:
- Flexibilitat: permet als desenvolupadors canviar entre diferents motors físics per veure quin motor ofereix les seves necessitats, així com provar ràpidament un nou motor.
- Portàtil: els desenvolupadors poden utilitzar el motor físic que ofereix el millor rendiment per a diferents plataformes i poden escriure codi independent de la plataforma.
- Seguretat: si una altra empresa adquireix un proveïdor de programari intermedi o s'interromp el desenvolupament, els desenvolupadors poden canviar de motor.
- Escalable: la capa d'abstracció permet als desenvolupadors executar el seu codi en plataformes de consola portàtil fins a superordinadors.
- Facilitat d'ús: els detalls d'implementació del motor físic s'abstreuen, proporcionant una interfície més neta al desenvolupador.
- Benchmarking: els investigadors poden comparar directament el rendiment de diversos sistemes de simulació dinàmica.

PAL està dissenyat amb una fàbrica abstracta connectable que permet escriure i compilar codi una vegada i permet seleccionar el temps d'execució de diferents motors físics, així com actualitzacions de funcions.

## Motors compatibles
PAL admet diversos motors físics, com ara:
- Caixa 2D
- Bala
- Dinàmica del joc de Newton
- Open Dynamics Engine
- PhysX (abans NovodeX i incorporant Meqon)
- Motor de física Tokamak

## Formats de fitxer compatibles
PAL admet diversos formats de fitxer, com ara:
- COLLADA
- Format de fitxer Scythe Physics Editor
- XML

## Referent
El projecte PAL proporciona un conjunt de punts de referència estàndard que permeten als desenvolupadors comparar directament els motors físics i seleccionar el motor que ofereix la millor solució en termes d'eficiència computacional i precisió física. Tanmateix, s'ha de tenir cura a l'hora de decidir quin motor utilitzar realment, ja que els motors es poden ajustar de maneres que PAL no admet.